# Macquartia viridescens
Macquartia viridescens là một loài ruồi trong họ Tachinidae.